# Anneke von der Lippe
Anneke von der Lippe (født 22. juli 1964 i Oslo, Norge) er en norsk skuespiller.
Lippe er uddannet fra Statens teaterhøgskole i 1988 og har siden været tilknyttet Det Norske Teatret og Nationaltheatret. Hun debuterede på film i den norsk-dansk-svensk-islandske Krigernes Hjerte fra 1992, og medvirkede i 1995 i danske Henning Carlsens film Pan. 
Hun er mest kendt for sin rolle i Nils Malmros-filmen Barbara, for hvilken hun modtog Bodilprisen for bedste kvindelige birolle i 1996.
Hun blev som den første norske skuespiller nomineret til en Emmy i 2005 og vandt, som den første norske skuespillerinde, samme pris i 2015.

## Filmografi og teater

### Teater (udvalg)
- 1991: Ragnhild i Medmenneske af Olav Duun
- 1993: Olga i Tre søstre af Anton Tjekhov
- 1996: Molly Sweeney i Molly Sweeney af Brian Friel
- 1999: Nora i Et dukkehjem af Henrik Ibsen
- 2002: Gwendolen Fairfax i Hvem er Earnest? af Oscar Wilde

### Film og tv
- 1989: Deadline (tv-serie)
- 1992: Krigerens hjerte (film)
- 1992: Flaggermusvinger (film)
- 1992: Peer Gynt (miniserie)
- 1994: Over stork og stein (film)
- 1995: Søttitalls-kameratene (tv-serie)
- 1995: Pan (film)
- 1996: Syndig sommer (film)
- 1997: Barbara (film)
- 1998: Nini (tv-serie)
- 1998: Bare skyer beveger stjernene (film)
- 1999: Flugten fra Jante (film)
- 2001: Lime (film)
- 2002: Sejer – Djevelen holder lyset (tv-serie)
- 2004: Far og sønn (tv-serie)
- 2005: Ved kongens bord (miniserie)
- 2006: Trigger (film)
- 2007: Torpedo (miniserie)
- 2007: Lønsj (film)
- 2008: Ulvenatten (film)
- 2008: de usynlige (film)
- 2008: De gales hus (film)
- 2011: Pax (film)
- 2013: Øyevitne (tv-serie)